# Лінивка мала
Лінивка мала (Micromonacha lanceolata) — вид дятлоподібних птахів родини лінивкових (Bucconidae).

## Поширення
Вид поширений в Коста-Риці, Панамі, Колумбії, Еквадорі, Перу, на заході Бразилії та Болівії. Його природними середовищами існування є субтропічні та тропічні вологі низинні ліси та субтропічні та тропічні вологі гірські ліси.

## Опис
Дрібний птах, завдовжки до 13 см, вагою до 19 г. Птах з кремезним тілом, великою головою та коротким хвостом. Лоб, очне кільце і періоральна щетина білі, облямовані тонкою чорною лінією, що відокремлює їх від маківки і спини насиченого коричневого кольору. Хвіст тьмяно-коричневий з чорною підтермінальною смугою та світлим кінчиком. Нижня частина тіла біла, з чорними смугами, а боки та інфракаудальна область коричневі. Дзьоб чорний. Ноги оливково-сірого кольору.

## Спосіб життя
Живиться членистоногими, дрібними хребетними і плодами.